# Kleberbach
Der Kleberbach ist ein rechtsseitiger Zufluss des Rohrbachs. Sein Einzugsgebiet liegt großenteils in der Gemarkung von St. Ingbert, Ortsteil Rohrbach, aber auch im südlichen Teil von Spiesen. Sein Quellgebiet liegt im Staatsforst nordöstlich von Rohrbach und südöstlich von Spiesen-Elversberg. 
Von rechts nimmt der Kleberbach das Wasser des Weißelbaches und des Spieser Mühlenbaches auf.
Der Kleberbach wird im Glashütter Weiher aufgestaut.
Das Bestimmungswort geht vermutlich auf das althochdeutsche Adjektiv klebar für 'zäh, klebrig, fest' zurück. Das Benennungsmotiv war vielleicht das schleimige Aussehen des Wassers.

## Naturschutz
Im Jahr 1988 wurden etwa 16 ha Fläche des Kleberbachtales oberhalb des Glashütter Weihers als Naturschutzgebiet Kleberbachtal unter Naturschutz gestellt. Als Schutzzweck wird genannt:

„(...) die Erhaltung, Förderung und Entwicklung eines naturnahen Bachtals mit seinen vernässten Quellzonen. Dieses ist charakterisiert durch ein vielfältiges, kleinflächig wechselndes Mosaik der Lebensräume Auwald, Bruchwald, Quellfluren, Hochstaudenfluren, Pfeifengraswiese und Nasswiese. Das Gebiet bietet einer Vielzahl seltener und gefährdeter Tier- und Pflanzenarten ihren natürlichen Standort.
“

2017 wurde das Naturschutzgebiet Kleberbachtal in das neu geschaffene Naturschutzgebiet Limbacher und Spieser Wald integriert.
In seinem Mündungsgebiet durchfließt der Kleberbach das Naturschutzgebiet Im Glashüttental/Rohrbachtal.